# Швацер, Алекс
А́лекс Шва́цер (итал. Alex Schwazer; 26 декабря 1984, Випитено) — итальянский легкоатлет (спортивная ходьба), олимпийский чемпион 2008 года на дистанции 50 километров, двукратный бронзовый призёр чемпионатов мира, серебряный призёр чемпионата Европы 2010 на дистанции 20 километров.

## Карьера
На чемпионате мира 2005 года в Хельсинки завоевал бронзу и установил национальный рекорд — 3:41:54. На чемпионате мира 2009 года в Берлине участвовал в соревнованиях на дистанции 50 километров, но не сумел дойти до конца.
22 августа 2008 года установил олимпийский рекорд на дистанции 50 километров — 3:37:09, улучшив прежний рекорд Вячеслава Иваненко, установленный в 1988 году больше, чем на минуту.
На чемпионате Европы 2010 года в Барселоне 27 июля завоевал серебро на дистанции 20 километров, уступив победителю Станиславу Емельянову 28 секунд. На дистанции 50 километров он не смог финишировать.
Накануне лондонской Олимпиады 2012 года допинг-проба Швацера дала положительный результат, после чего он признал факт применения допинга и заявил о завершении карьеры.
23 апреля 2013 года итальянская антидопинговая комиссия дисквалифицировала Швацера за применение допинга на 3,5 года. Запрет на участие в соревнованиях
истечёт 29 января 2016 года. Олимпийское золото Пекина пока остаётся у Швацера, если же он будет лишён награды, то она перейдёт к австралийцу Джареду Талленту.
Самостоятельно сделал заявление о том, что его бывшая девушка — известная фигуристка Каролина Костер, помогала ему в употреблении допинга, в результате та была дисквалифицирована 16 января 2015 года на 1 год 4 месяца.